# Эрленбахский кантон
Эрленбахский кантон — административно-территориальная единица АССР немцев Поволжья, существовавшая в 1935—1941 годах. Административный центр — с. Обердорф.
Эрленбахский кантон был образован в 1935 году путём выделения из Каменского кантона. На момент образования административный центр кантона — село Эрленбах. Впоследствии он был перенесен в село Обердорф. Дату перенесения установить не удалось.
7 сентября 1941 года в результате ликвидации АССР немцев Поволжья Экгеймский кантон был передан в Сталинградскую область и преобразован в Эрленбахский район. 04 апреля 1942 года, согласно Указу Президиума Верховного Совета РСФСР «О переименовании некоторых районов Сталинградской области» (протокол № 13 п. 47) Эрленбахский район был переименован в Ременниковский.

## Административно-территориальное деление
По состоянию на 1 апреля 1940 года кантон делился на 9 сельсоветов:
| Сельсоветы по состоянию на 1940 год | Сельсоветы по состоянию на 1940 год | Сельсоветы по состоянию на 1940 год | Сельсоветы по состоянию на 1940 год |
| N п/п                               | Сельсовет                           | Административный центр              |                                     |
| ----------------------------------- | ----------------------------------- | ----------------------------------- | ----------------------------------- |
| 1                                   | Александертальский                  | село Александерталь                 |                                     |
| 2                                   | Визенфельдский                      | село Визенфельд                     |                                     |
| 3                                   | Иозефстальский                      | село Иозефсталь                     |                                     |
| 4                                   | Мариенфельдский                     | село Мариенфельд                    |                                     |
| 5                                   | Ней-Норкский                        | село Ней-Норка                      |                                     |
| 6                                   | Обердорфский                        | село Обердорф                       |                                     |
| 7                                   | Розенбергский                       | село Розенберг                      |                                     |
| 8                                   | Унтердорфский                       | село Унтердорф                      |                                     |
| 9                                   | Эрленбахский                        | село Эрленбах                       |                                     |

## Население
Динамика численности населения
| 1935 | 1939  | 1941  |
| ---- | ----- | ----- |
| 9980 | 12020 | 12000 |

### Национальный состав
| Немцы                                                       | 10468 (87,1 %) | 10944 (91,4 %) |
| Русские                                                     | 1134 (9,4 %)   | -              |
| Украинцы                                                    | 172 (1,4 %)    | -              |
| 1939 год - показаны народы c численностью более 100 человек |                |                |